# Dioscorea andromedusae
Dioscorea andromedusae är en enhjärtbladig växtart som beskrevs av O.Tellez. Dioscorea andromedusae ingår i släktet Dioscorea och familjen Dioscoreaceae. Inga underarter finns listade i Catalogue of Life.